# Sultanat d'Indragiri
El sultanat d'Indragiri fou un estat de la costa sud-est de l'illa de Sumatra. Sota el domini neerlandès formà part de la residència de Riau i dependències, i formà una regència o subdivisió dins d'aquesta residència.
Indragiri fou l'estat successor del regne de Keritang. Sobre l'origen del nom Keritang hi ha dues opinions principals, una que suposa que deriva de d'akar itang que hauria donat akaritang modificat després a keritang; l'itang és una planta que arrela a les ribes i es troba de manera general a tot el llarg del riu Gangsal; i la segona opinió suggereix que keritang és el nom d'un cargol que viu també al riu. El nom de Keritang es conserva en un subdistricte modern de la regència d'Indragiri Hilir.
El sultanat d'Indragiri va establir el seu domini sobre les regions que formen la moderna regència d'Indragiri Hilir, i altres regions a la regió anomenada Indragiri Hulu com Rangat, Kelayang, Peranap, Baturaja Hulu i Baturaja Hilir. Hi ha molt poques referències sobre el regne d'Indragiri: Mpu Prapanca, autor d'un llibre sobre el territori, diu que va existir almenys des del primer rei conegut, Raja Kecik Mambang, que va governar entre 1298-1337. Indragiri era llavors tributari del regne de Sri Vijaya del que es va independitzar (com d'altres petits regnes) quan el poder d'aquest regne va entrar en decadència. El regne de Johore-Malaca mai va conquerir Indragiri. El regne hauria existit entre el segle xiii i el segle xx amb uns 25 reis o sultans. El darrer sultà, Mahmudsyah, va donar suport a la independència d'Indonèsia. El 13 de setembre de 1945 la bandera de la república d'Indonèsia es va hissar a la cort del sultà a Guncho.
L'estructura de l'estat situava al sultà (abans rei) al capdavant, que dirigia el govern central i nomenava les autoritats locals. Per darrere del sultà hi havia el Datuk Bendahara, el Orang-Orang Kaya, el Datuk-Datuk Lorong, el Kepala Pucuk Rantau, i el Batin-Batin Qadhi (jutge). El càrrec d'amir era excepcional i es donava al sobirà d'una regió conquerida.

## Estats vassalls d'Indragiri
- Kareman Ulu (fora de la regència d'Indragiri)
- Kateman Ilir (fora de la regència d'Indragiri)
- Danai (fora de la regència d'Indragiri)
- IV Kota di Ilir
- Tanah Barat
- Ulu Tesso
- Kota di Tengah
- IV Kota di Mudik
- V Kota di Mudik
- III Kota.

## Llista de rages (reis) i sultans
- 1. Raja Kecik Mambang (conegut com a Raja Merlang) 1298-1337, Raja de Keritang
- 2. Raja Nara Singa I 1337-1400, Raja de Keritang
- 3. Raja Merlang II 1400-1471, Raja de Kertang
- 4. Raja Nara Singa II 1471-1508 Raja de Keritang, Raja d'Indragiri, 1508-1532 agafa el nom de Sultan Alauddin Syah, i fou el primer sultà d'Indragiri
- 5. Sultan Usuluddin Hasansyah 1532-1557
- 6. Raja Ahmad (Bergelar Sultan Muhammadsyah) 1557-1599
- 7. Raja Jamaluddin (Sultan Jamaluddin Kramatsyah) 1599-1658
- 8. Sultan Jamaluddin Sulaimansyah 1658-1669
- 9. Sultan Jamaluddin Mudayathsyah 1669-1676
- 10. Sultan Usuludin Ahmadsyah 1676-1687
- 11. Sultan Abdul Jalil Syah 1687-1700
- 12. Sultan Mansursyah 1700-1704
- 13. Sultan Muhammadsyah 1704-1707
- 14. Sultan Musyaffarsyah 1707-1715
- 15. Raja Ali Mangkubumi Indragiri (Sultan Zainal Abidin Indragiri) 1715-1735
- 16. Raja Hasan (Sultan Hasan Salahuddinsyah) 1735-1765
- 17. Raja Kecil Besar (Sultan Sunan) 1765-1784
- 18. Sultan Ibrahim 1784-1815
- 19. Raja Mun (Sultan Alan) 1815-1827
- 20. Raja Umar (Sultan Berjanggut Kramat) 1827-1838)
- 21. Raja Said (Sultan Said Mudayathsyah) 1838-1876
- 22. Raja Ismail (Sultan Ismailsyah) 1876-1877
- 23. Tengku Husin (Sultan Husinsyah) 1877-1903
- 24. Tengku Isa ((Sultan Isa Mudayathsyah) 1887-1903
- 25. Tengku Mahmud (Sultan Mahmudsyah 1903-1963

## Banderes

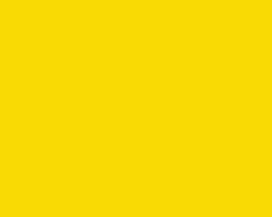
Estendard reial (bandera del sultà)

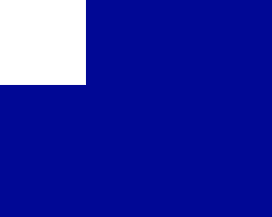
bandera civil

- La bandera del sultà era groga llisa.
- El pavelló mercant era blau amb quadre blanc al cantó
- La bandera del príncep hereu (raja muda) era groga amb vora verda per tres costats (tots menys al vol)
- La bandera del gran almirall (raja muda laksamana) era idèntica però amb la vora vermella
- La bandera de la reina era grisa amb mitja lluna vertical groga prop del pal
- La bandera de les princeses era groga amb mitja lluna vertical vermella prop del pal
- La bandera del contramestre (bintara) era grisa amb aspa blau cel (amb els extrems centrats als quatre angles)
- La bandera del comandant de les fortaleses costaneres (sjahbandar) era grisa amb vora groga per tres costats (menys al vol)
- La bandera dels prínceps era vermella amb vora groga per tres costats (menys al vol)
- La bandera dels caps militars era grisa amb aspa vermella (amb els extrems centrats als quatre angles)
- La bandera del cap del segells reials era vermella llisa
- Els cpas religiosos tenien tres banderes:
  - Bandera grisa amb un quadre (estrictament lleugerament rectangular en vertical) al cantó
  - Bandera grisa llisa
  - Bandera de tres franges horitzontals: la superior amb cinc bandes diagonals de sota a dalt alternades grisa i blanca; la central blanca; i la inferior amb cinc bandes diagonals de dalt a sota alternades grisa i blanca.

### Galeria de banderes

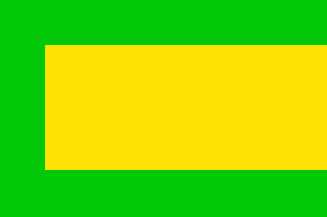
príncep hereu (raja muda)
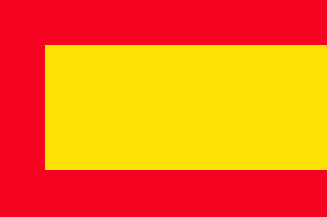
gran almirall (raja muda laksamana)
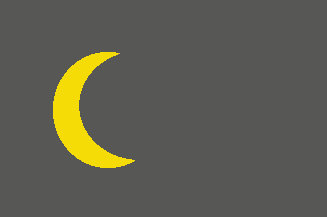
reina
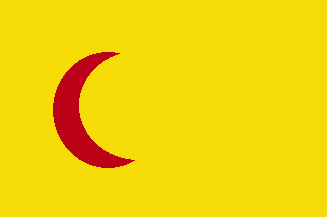
princeses
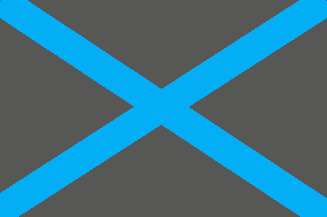
contramestre (bintara)
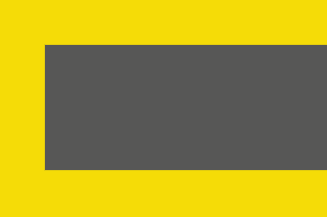
comandant de les fortaleses costaneres (sjahbandar)
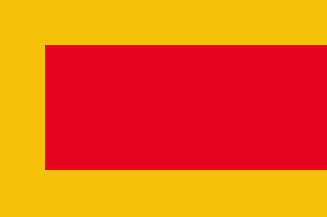
prínceps (Anak Raja)
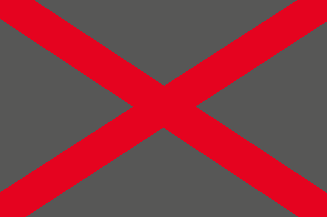
caps militars (Pangliman Dalem)
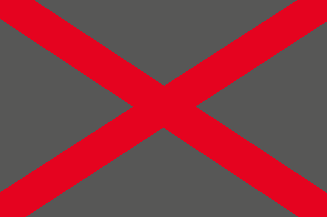
cap de segells reials (Pangliman Prang)
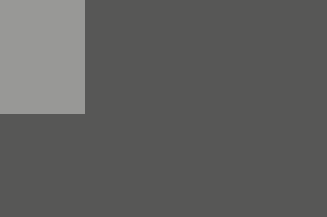
religiosa
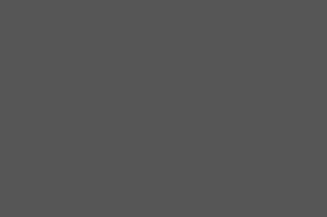
religiosa
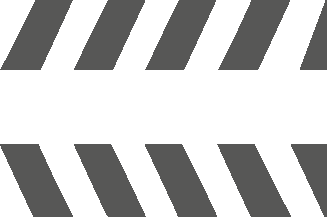
religiosa